# Walter Nestle
Walter Nestle (* 12. Oktober 1902 in Schwäbisch Hall; † 11. Juni 1945 in Teußenberg bei Essingen) war ein deutscher Klassischer Philologe.

## Leben und Werk
Walter Nestle, der Sohn des Gymnasiallehrers und Klassischen Philologen Wilhelm Nestle (1865–1959), wuchs in Schöntal und Stuttgart auf. Er studierte Klassische Philologie an der Universität Tübingen (bei Wilhelm Schmid) und an der Universität Berlin (bei Ulrich von Wilamowitz-Moellendorff und Werner Jaeger). Seit dem Wintersemester 1920/21 war er Mitglied der Studentenverbindung AV Igel Tübingen. Nach der Promotion (1927) arbeitete er im württembergischen Schuldienst, zuletzt am Gymnasium in Ellwangen. 1938 habilitierte er sich an der Universität Tübingen, ab 1939 hielt er dort als Privatdozent Vorlesungen. Vom Sommersemester 1942 bis zum Sommersemester 1943 vertrat er den Lehrstuhl für Gräzistik an der Universität Freiburg. Am 13. Dezember 1941 beantragte er die Aufnahme in die NSDAP und wurde zum 1. Januar 1942 aufgenommen (Mitgliedsnummer 8.856.604), hielt jedoch nach Meinung seines Kollegen Karl Büchner Distanz zum Nationalsozialismus: „Direktem Gespräch ist er dabei nicht ausgewichen, sondern hat mit Offenheit und klarem Sinn für das Rechte eindeutige Stellung in den Fragen der bedrängenden Zeit genommen“. Ein Schüler Nestles war Walter Jens, der bei ihm 1944 promoviert wurde.
Ende 1944 erhielt Nestle einen Ruf an die Universität Frankfurt am Main. Dort wirkte er nur kurze Zeit: Nach dem Kriegsende in Europa wurde er auf dem Gutshof Teußenberg bei Essingen von plündernden russischen Zwangsarbeitern erschlagen. Nestle wurde auf dem Friedhof in Adelmannsfelden neben seinem Sohn bestattet, der im Sommer 1944 als Luftwaffenhelfer gefallen war.
Nestle beschäftigte sich mit der griechischen Dichtung, besonders mit den homerischen Epen und der Tragödie des Aischylos. Seine monografischen Studien wurden von der Fachwelt lobend rezensiert und noch lange nach seinem Tode zitiert. Die Aischylos-Taschenausgabe nach der Übersetzung von Johann Gustav Droysen – erschienen im Alfred Kröner Verlag – hatte fünf Neuauflagen.

## Schriften (Auswahl)
- Die Struktur des Eingangs in der attischen Tragödie. Stuttgart 1930 (Tübinger Beiträge zur Altertumswissenschaft 10; Dissertation). Nachdruck Hildesheim 1967
- Der Gottesacker der ehemaligen Reichsstadt Wangen im Allgäu. Wangen 1933 Buchdruckerei Argenbote Wangen i. A., Nachdruck 2013 durch Altstadt- und Museumsverein Wangen
- Menschliche Existenz und politische Erziehung in der Tragödie des Aischylos. Stuttgart 1934 (Tübinger Beiträge zur Altertumswissenschaft 23; Habilitationsschrift)
- Aischylos: Tragödien und Fragmente. (= Kröners Taschenausgabe, Bd. 152). Übersetzt von Johann Gustav Droysen. Durchgesehen und eingeleitet von Walter Nestle. Kröner, Stuttgart 1939
- Odyssee-Interpretationen. In: Hermes. Band 77 (1942), S. 46–77; 113–139